# Majčina dušica
Majčina dušica (timijan, lat. Thymus), veliki biljni rod trajnica, polugrmova i grmova iz porodice usnača. Pripada mu preko 300 vrsta
Vrtni timijan ili prava majčina dušica,  najpoznatija je biljka iz roda timijana (Thymus). Timijan je rod od tristotinjak vrsta, podrijetlom s Mediterana, a danas je rasprostranjen po cijelom svijetu. Najpoznatije vrste su vrtni timijan ili prava majčina dušica (T. vulgaris) i poljski timijan (T. serpyllum), a poznati su još jarmasti timijan (T. zygis), španjolski timijan (T. mastichina) i marokanski timijan (T. saturoides). Thymus je jedan od najsloženijih rodova u aromaterapiji, pa se kod vrste Thymus vulgaris razlikuje 6 različitih kemotipova: timol, linalol, karvakrol, transtujenol-4, α-terpineol/terpenil-acetat i geraniol/geranil acetat, a poznati su još i kemotipovi p-cimen, limonen i 1,8-cineol. Kemotip je ista vrsta biljke, koja ovisno o mjestu rasta, daje eterična ulja različita kemijskog sastava i, naravno, različita djelovanja.
U lošijoj aromaterapijskoj literaturi prisutna je podjela na crveni i bijeli timijan, koja je netočna, jer crvena boja eteričnog ulja timijana potječe od željezova fenoksilata, kemijskog spoja koji nastaje ako se fenolima bogati kemotipovi timijana destiliraju u željeznim posudama. I dok te razlike i nemaju neko značenje kada sušenu biljku koristimo za pripravu čaja, one dolaze do punog izražaja kada tijekom destilacije vodenom parom izdvajamo eterično ulje.
Jarmasti timijan (Thymus zygis) koristi se za iste indikacije kao i obični timijan (Thymus vulgaris). Vrste roda majčina dušica (Thymus) sadrže eterična ulja, fenole (timol) i alkohole (linalol, geraniol). Također se koristi za iste indikacije kao i obični timijan (Thymus vulgaris). Španjolski timijan (T. mastichina) sadrži eterično ulje bogato 1,8-cineolom, pa je koristan protiv teških dišnih infekcija.
Timijan borneol, marokanski timijan (Thymus saturoides) je vrsta timijana koja sadrži eterično ulje bogato monoterpenskim alkoholom borneolom (25 do 60%) i fenolom karvakrolom (20%). To je jedno od najjačih imunomodulirajućih ulja koje sprečava jaku upalu, djeluje stimulativno na cijeli organizam, pa i kao afrodizijak. Pomaže kod kroničnih infekcija, autoimunih bolesti, artroza, reumatoidnog artritisa i protiv umora.
I kadulje i timijani stvaraju eterična ulja s kojima je potreban oprez, pa smišljanje receptura i izradu pripravaka treba prepustiti kvalitetno educiranim aromaterapeutima. No sami možemo spravljati čaj od tih biljaka i tako povoljno djelovati na svoje zdravlje.

## Vrste
1. Thymus adamovicii Velen.
2. Thymus × aitanae Mateo, M.B.Crespo & E.Laguna
3. Thymus alatauensis (Klokov & Des.-Shost.) Klokov
4. Thymus albicans Hoffmanns. & Link
5. Thymus × alcarazii Pedauyé, Perales & P.P.Ferrer
6. Thymus alfredae Post
7. Thymus algeriensis Boiss. & Reut.
8. Thymus × almeriensis G.López & R.Morales
9. Thymus × almijarensis Ruíz Torre & Ruíz Cast.
10. Thymus alpestris (Celak.) Tausch ex A.Kern.
11. Thymus altaicus Klokov & Des.-Shost.
12. Thymus alternans Klokov
13. Thymus amurensis Klokov
14. Thymus antoninae Rouy & Coincy
15. Thymus × aragonensis Mateo, M.B.Crespo & N.E.Mercadal
16. Thymus × arcanus G.López & R.Morales
17. Thymus × arcuatus R.Morales
18. Thymus × arenarius Bernh. ex Rchb.
19. Thymus argaeus (Fisch. & C.A.Mey.) Boiss. & Balansa
20. Thymus × armuniae R.Morales
21. Thymus arsenijevii Klokov
22. Thymus artvinicus Ponert
23. Thymus × arundanus Willk.
24. Thymus × athous Ronniger
25. Thymus atlanticus (Ball) Pau
26. Thymus atticus Celak.
27. Thymus aznavourii Velen.
28. Thymus baeticus Boiss. ex Lacaita
29. Thymus baicalensis Serg.
30. Thymus bashkiriensis Klokov & Des.-Shost.
31. Thymus × beltraniae Socorro, Espinar & Arrebola
32. Thymus × benitorum Mateo, Mercadal & Pisco
33. Thymus × bermius Ronniger
34. Thymus bihoriensis Jalas
35. Thymus bivalens (Mayol, L.Sáez & Rosselló) Camarda
36. Thymus bleicherianus Pomel
37. Thymus boissieri Halácsy
38. Thymus bornmuelleri Velen.
39. Thymus borysthenicus Klokov & Des.-Shost.
40. Thymus × borzygis Mateo & M.B.Crespo
41. Thymus bovei Benth.
42. Thymus × brachychaetus (Willk.) Cout.
43. Thymus brachychilus Jalas
44. Thymus bracteatus Lange ex Cutanda
45. Thymus bracteosus Vis. ex Benth.
46. Thymus × bractichina R.Morales
47. Thymus × braunii Borbás
48. Thymus brevipetiolatus Cáp
49. Thymus broussonetii Boiss.
50. Thymus bulgaricus (Domin & Podp.) Ronniger
51. Thymus × bulsanensis (Ronniger) Machule
52. Thymus caespititius Brot.
53. Thymus calcareus Klokov & Des.-Shost.
54. Thymus callieri Borbás ex Velen.
55. Thymus camphoratus Hoffmanns. & Link
56. Thymus canoviridis Jalas
57. Thymus capitellatus Hoffmanns. & Link
58. Thymus cappadocicus Boiss.
59. Thymus cariensis Hub.-Mor. & Jalas
60. Thymus carmanicus Jalas
61. Thymus carnosus Boiss.
62. Thymus × carrionii F.Sáez & Sánchez Gómez
63. Thymus catharinae Camarda
64. Thymus × celtibericus Pau
65. Thymus cherlerioides Vis.
66. Thymus cilicicus Boiss. & Balansa
67. Thymus × cimicinus Blume ex Ledeb.
68. Thymus × citriodorus (Pers.) Schreb.
69. Thymus collinus M.Bieb.
70. Thymus comosus Heuff. ex Griseb. & Schenk
71. Thymus comptus Friv.
72. Thymus convolutus Klokov
73. Thymus coriifolius Ronniger
74. Thymus crebrifolius Klokov
75. Thymus × cremnophilus Káp
76. Thymus crenulatus Klokov
77. Thymus curtus Klokov
78. Thymus × czorsztynensis Pawl.
79. Thymus dacicus Borbás
80. Thymus daenensis Celak.
81. Thymus daghestanicus Klokov & Des.-Shost.
82. Thymus dahuricus Serg.
83. Thymus decussatus Benth.
84. Thymus degenii Heinr.Braun
85. Thymus desjatovae Ronniger
86. Thymus × diazii Alcaraz, Rivas Mart. & Sánchez-Gómez
87. Thymus didukhii V.M.Ostapko
88. Thymus diminutus Klokov
89. Thymus × dimorphus Klokov & Des.-Shost.
90. Thymus disjunctus Klokov
91. Thymus dmitrievae Gamajun.
92. Thymus doerfleri Ronniger
93. Thymus dolomiticus H.J.Coste
94. Thymus dolopicus Formánek
95. Thymus dreatensis Batt.
96. Thymus dubjanskyi Klokov & Des.-Shost.
97. Thymus dzalindensis Prob.
98. Thymus dzevanovskyi Klokov & Des.-Shost.
99. Thymus eigii (Zohary & P.H.Davis) Jalas
100. Thymus ekimii Yild.
101. Thymus elegans Serg.
102. Thymus × eliasii Sennen & Pau
103. Thymus elisabethae Klokov & Des.-Shost.
104. Thymus embergeri Roussine
105. Thymus × enicensis Blanca, Cueto, L.Gut. & M.J.Martínez
106. Thymus eravinensis Serg.
107. Thymus eremita Klokov
108. Thymus eriocalyx (Ronniger) Jalas
109. Thymus evenkiensis Byczenn.
110. Thymus extremus Klokov
111. Thymus fallax Fisch. & C.A.Mey.
112. Thymus × faustinoi Sánchez-Gómez, López Esp., Sánchez Saorín & R.Mora
113. Thymus fedtschenkoi Ronniger
114. Thymus flabellatus Klokov
115. Thymus fontqueri (Jalas) Molero & Rovira
116. Thymus funkii Coss.
117. Thymus × genesianus Galán Cela
118. Thymus × georgicus Ronniger
119. Thymus glabricaulis Klokov
120. Thymus gobi-altaicus (N.Ulziykh.) Kamelin & A.L.Budantsev
121. Thymus gobicus Czern.
122. Thymus × goginae Vasjukov
123. Thymus granatensis Boiss.
124. Thymus groenlandicus Klokov
125. Thymus guberlinensis Iljin
126. Thymus × guerrae F.Sáez & Sánchez Gómez
127. Thymus guyonii de Noé
128. Thymus hartvigii R.Morales
129. Thymus haussknechtii Velen.
130. Thymus helendzhicus Klokov & Des.-Shost.
131. Thymus × henriquesii Pau
132. Thymus × henryi Ronniger
133. Thymus herba-barona Loisel.
134. Thymus × hieronymi Sennen
135. Thymus hohenackeri Klokov
136. Thymus holosericeus Celak.
137. Thymus × hybridus Ronniger
138. Thymus hyemalis Lange
139. Thymus × ibericus Sennen & Pau
140. Thymus iljinii Klokov & Des.-Shost.
141. Thymus inaequalis Klokov
142. Thymus incertus Klokov
143. Thymus × indalicus Blanca, Cueto, L.Gut. & M.J.Martínez
144. Thymus indigirkensis Karav.
145. Thymus integer Griseb.
146. Thymus japonicus (H.Hara) Kitag.
147. Thymus jenisseensis Iljin
148. Thymus × jimenezii Socorro, Arrebola & Espinar
149. Thymus × josephi-angeli Mansanet & Aguil.
150. Thymus jurtzevii Vasjukov
151. Thymus karamarianicus Klokov & Des.-Shost.
152. Thymus karatavicus Dmitrieva
153. Thymus karavaevii Doronkin
154. Thymus karjaginii Grossh.
155. Thymus kimishepensis Klokov
156. Thymus kirgisorum Dubj.
157. Thymus koeieanus Ronniger
158. Thymus komarovii Serg.
159. Thymus kondratjukii V.M.Ostapko
160. Thymus × korneckii Machule
161. Thymus kosteleckyanus Opiz
162. Thymus kotschyanus Boiss. & Hohen.
163. Thymus krylovii Byczenn.
164. Thymus lacaitae Pau
165. Thymus laconicus Jalas
166. Thymus ladjanuricus Kem.-Nath.
167. Thymus × lainzii Sánchez-Gómez, S.Fernández Jimenez & F.Sáez
168. Thymus lanceolatus Desf.
169. Thymus lavrenkoanus Klokov
170. Thymus lenensis Vasjukov
171. Thymus leptophyllus Lange
172. Thymus leucospermus Hartvig
173. Thymus leucostomus Hausskn. & Velen.
174. Thymus leucotrichus Halácsy
175. Thymus levitskyi Prob.
176. Thymus linearis Benth.
177. Thymus × littoralis Klokov & Des.-Shost.
178. Thymus longicaulis C.Presl
179. Thymus longidentatus (Degen & Urum.) Ronniger
180. Thymus longiflorus Boiss.
181. Thymus loscosii Willk.
182. Thymus lotocephalus G.López & R.Morales
183. Thymus magnificus Klokov
184. Thymus majkopiensis Klokov & Des.-Shost.
185. Thymus mandschuricus Ronniger
186. Thymus marandensis Jamzad
187. Thymus markhotensis Maleev
188. Thymus maroccanus Ball
189. Thymus × martinezii Pau
190. Thymus mastichina (L.) L.
191. Thymus × mastichinalis Sánchez-Gómez & F.Sáez
192. Thymus mastigophorus Lacaita
193. Thymus membranaceus Boiss.
194. Thymus × mercadalii Mateo & Pisco
195. Thymus michaelis Kamelin & A.L.Budantsev
196. Thymus migricus Klokov & Des.-Shost.
197. Thymus minussinensis Serg.
198. Thymus × mixtus Pau
199. Thymus moldavicus Klokov & Des.-Shost.
200. Thymus mongolicus (Ronniger) Ronniger
201. Thymus × monrealensis Pau ex R.Morales
202. Thymus × moralesii Mateo & M.B.Crespo
203. Thymus moroderi Pau ex Martínez
204. Thymus × mourae Paiva & Salgueiro
205. Thymus mugodzharicus Klokov & Des.-Shost.
206. Thymus munbyanus Boiss. & Reut.
207. Thymus musilii Velen.
208. Thymus nakhodkensis Gorovoj & Dudkin
209. Thymus narymensis Serg.
210. Thymus nerczensis Klokov
211. Thymus nervosus J.Gay ex Willk.
212. Thymus nervulosus Klokov
213. Thymus neurophyllus (Rech.f.) R.Morales
214. Thymus nitens Lamotte
215. Thymus × novocastellanus Mateo, M.B.Crespo & Pisco
216. Thymus novograblenovii Prob.
217. Thymus numidicus Poir.
218. Thymus nummularius M.Bieb.
219. Thymus × nuriensis Sennen & Pau
220. Thymus × oblongifolius Opiz
221. Thymus ochotensis Klokov
222. Thymus odoratissimus Mill.
223. Thymus oehmianus Ronniger & Soska
224. Thymus oenipontanus Heinr.Braun
225. Thymus origanoides Webb & Berthel.
226. Thymus oriolanus M.Fabregat & M.B.Crespo
227. Thymus orospedanus Villar
228. Thymus pallasianus Heinr.Braun
229. Thymus pallescens de Noé
230. Thymus pallidus Coss. ex Batt.
231. Thymus × paradoxus Rouy
232. Thymus parnassicus Halácsy
233. Thymus paronychioides Celak.
234. Thymus pastoralis Iljin
235. Thymus × pastoris Socorro & Arrebola
236. Thymus pavlovii Serg.
237. Thymus pectinatus Fisch. & C.A.Mey.
238. Thymus perinicus (Velen.) Jalas
239. Thymus persicus (Ronniger ex Rech.f.) Jalas
240. Thymus petraeus Serg.
241. Thymus phyllopodus Klokov
242. Thymus picentinus (Lacaita) Bartolucci
243. Thymus piperella L.
244. Thymus plasonii Adamovic
245. Thymus praecox Opiz
246. Thymus probatovae Vasjukov
247. Thymus proximus Serg.
248. Thymus × pseudoalpestris Ronniger ex Nachychko
249. Thymus pseudocollinus (Menitsky) Vasjukov
250. Thymus × pseudogranatensis Vizoso, F.B.Navarro & Lorite
251. Thymus × pseudograniticus Klokov & Des.-Shost.
252. Thymus pseudohirsutus Klokov
253. Thymus × pseudostepposus Klokov
254. Thymus × pseudothracicus Ronniger
255. Thymus pubescens Boiss. & Kotschy ex Celak.
256. Thymus pulchellus C.A.Mey.
257. Thymus pulcherrimus Schur
258. Thymus pulegioides L.
259. Thymus pulvinatus Celak.
260. Thymus punctulosus Klokov
261. Thymus purpureoviolaceus Byczenn. & Kuvaev
262. Thymus putoranicus Byczenn. & Kuvaev
263. Thymus quinquecostatus Celak.
264. Thymus × radoi Borbás
265. Thymus × ramonianus Paiva & Salgueiro
266. Thymus rasitatus Klokov
267. Thymus reverdattoanus Serg.
268. Thymus revolutus Celak.
269. Thymus riatarum Humbert & Maire
270. Thymus richardii Pers.
271. Thymus × riojanus Uribe-Ech.
272. Thymus roegneri K.Koch
273. Thymus roseus Schipcz.
274. Thymus × rubioi Font Quer
275. Thymus × ruiz-latorrei C.Vicioso
276. Thymus sachalinensis Prob.
277. Thymus samius Ronniger & Rech.f.
278. Thymus saturejoides Coss.
279. Thymus schimperi Ronniger
280. Thymus schischkinii Serg.
281. Thymus × schistosus Lyka
282. Thymus schlothauerae Prob.
283. Thymus × schmidtii Cáp
284. Thymus × segurae Mateo & M.B.Crespo
285. Thymus semiglaber Klokov
286. Thymus × sennenii Pau
287. Thymus seravschanicus Klokov
288. Thymus sergievskajae Karav.
289. Thymus serpylloides Bory
290. Thymus serpyllum L.
291. Thymus serrulatus Hochst. ex Benth.
292. Thymus sessilifolius Klokov
293. Thymus × severianoi Uribe-Ech.
294. Thymus sibiricus (Serg.) Klokov & Des.-Shost.
295. Thymus sibthorpii Benth.
296. Thymus sipyleus Boiss.
297. Thymus skopjensis Micevski & Matevski
298. Thymus sokolovii Klokov
299. Thymus spathulifolius Hausskn. & Velen.
300. Thymus spinulosus Ten.
301. Thymus spryginii Vasjukov
302. Thymus stojanovii Degen
303. Thymus striatus Vahl
304. Thymus subcollinus Klokov
305. Thymus × subhirsutus Borbás & Heinr.Braun
306. Thymus × subramosus Ronniger
307. Thymus substriatus Borbás
308. Thymus syriacus Boiss.
309. Thymus talijevii Klokov & Des.-Shost.
310. Thymus tauricus Klokov & Des.-Shost.
311. Thymus ternejicus Prob.
312. Thymus terskeicus Klokov
313. Thymus teucrioides Boiss. & Spruner
314. Thymus thracicus Velen.
315. Thymus tiflisiensis Klokov & Des.-Shost.
316. Thymus × toletanus Ladero
317. Thymus transcaspicus Klokov
318. Thymus transcaucasicus Ronniger
319. Thymus trautvetteri Klokov & Des.-Shost.
320. Thymus × tschernjaievii Klokov & Des.-Shost.
321. Thymus turczaninovii Serg.
322. Thymus turkmenii Yild.
323. Thymus × tzvelevii Vasjukov
324. Thymus ucrainicus (Klokov & Des.-Shost.) Klokov
325. Thymus urumovii (Velen.) Vasjukov
326. Thymus urussovii Prob.
327. Thymus ussuriensis Klokov
328. Thymus × valdesii J.Gómez & R.Roselló
329. Thymus vavilovii Klokov
330. Thymus verchojanicus Doronkin
331. Thymus × viciosoi Pau ex R.Morales
332. Thymus villosus L.
333. Thymus × vitekii R.Morales
334. Thymus vulgaris L.
335. Thymus × welwitschii Boiss.
336. Thymus willdenowii Boiss.
337. Thymus willkommii Ronniger
338. Thymus × xilocae Mateo & M.B.Crespo
339. Thymus × zedelmejeri Ronniger
340. Thymus zygioides Griseb.
341. Thymus zygis L.
342. Thymus × zygophorus R.Morales